# Cherax latimanus
Cherax latimanus — вид десятиногих ракоподібних родини Parastacidae. Описаний у 2021 році.

## Поширення
Ендемік Австралії. Поширений у середній течії річки Муррей у штатах Новий Південний Уельс і Вікторія.